# Нитоллано, Азия
Азия Нитоллано (англ. Asia Nitollano; род. 14 февраля 1988) — американская певица, танцовщица, фотомодель и черлидерша. После победы в реалити-шоу The Pussycat Dolls Present: The Search for the Next Doll, Нитоллано стала участницей девичьей группы The Pussycat Dolls, но оставила её через несколько месяцев, чтобы начать сольную карьеру.

## Ранняя жизнь
Нитоллано родилась в Маунт-Верноне, в штате Нью-Йорк. Является дочерью музыканта Джо Батана. Имеет девятилетнюю дочь. Она афро-американского, пуэрто-риканского и филиппинского происхождения. В подростковом возрасте была черлидиршей баскетбольного клуба «Нью-Йорк Никс». В 2007 году стала одной из финалисток, которой довелось принять участие в реалити-шоу The CW The Pussycat Dolls Present: The Search for the Next Doll. В финале шоу она была выбрана судьями Робин Антин, Роном Фейром и Lil’ Kim, чтобы стать новым членом группы The Pussycat Dolls. По словам основателя коллектива Робин Антин, в то время Нитоллано не была достаточно сильной вокалисткой, но была лучшим всесторонним исполнителем.

## Музыкальная карьера
Нитоллано была участницей Pussycat Dolls в течение короткого периода времени и выступила вместе с ними на концертах только два раза. В июле 2007 года газета Chicago Sun-Times сообщила о том, что Нитоллано, которая по контракту никогда не была обязана присоединиться к Pussycat Dolls, решила начать сольную карьеру. Согласно словам директора The CW Дона Остроффа, Нитоллано не была уволена из группы, но решила начать сольную карьеру после того как в эфир вышел последний эпизод последнего сезона реалити-шоу, снятый ещё летом 2006 года. Статус Нитоллано в группе был поставлен под сомнение в течение нескольких месяцев из-за того, что она никогда не выступала с группой (за исключением финала шоу) и отсутствовала на крупных выступлениях коллектива, в частности во время концерта на фестивале Live Earth, состоявшемся в июле 2007 года.
Позже, в том же 2007 году она появилась в рекламе бренда женской одежды Шона Коумза Sean Jean.
Позже она подписала контракт с лейблом The Inc. Records, но не записала и не выпустила там никакую музыку. В июле 2009 года Нитоллано вернулась в группу поддержки «Нью-Йорк Никс», а в 2009—10 годах проходила кастинг в Knicks City Dancers.
По состоянию на март 2014 года её официальный канал на YouTube утверждал, что она работает над своим сольным альбомом без названия.